# Dłużyna Dolna

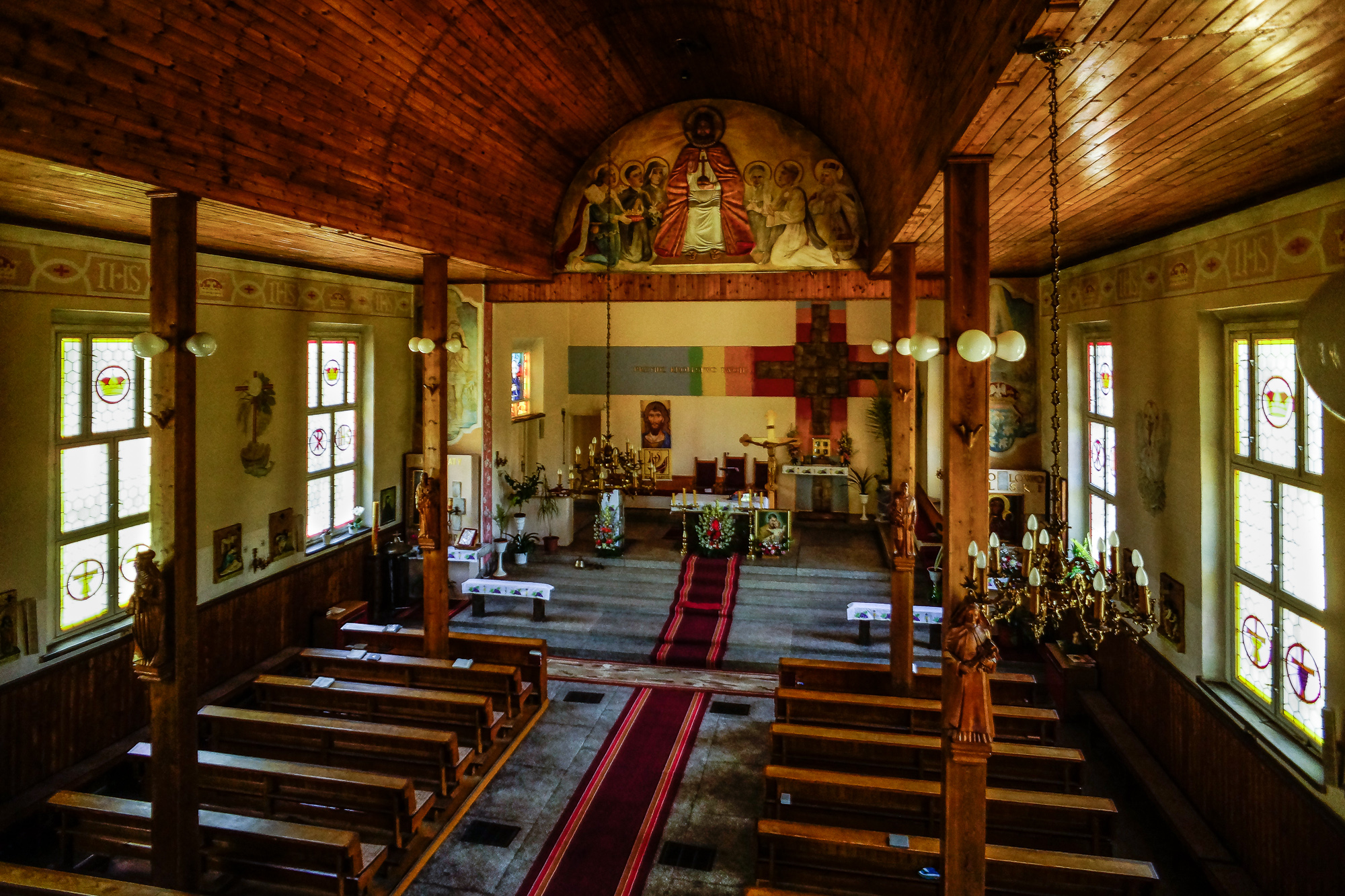
Wnętrze kościoła pw. Chrystusa Króla Wszechświata w Dłużynie Dolnej

Dłużyna Dolna (niem. Nieder Langenau) – wieś w Polsce położona w województwie dolnośląskim, w powiecie zgorzeleckim, w gminie Pieńsk.

## Podział administracyjny
W latach 1945–1954 siedziba gminy Dłużyna Dolna. W latach 1954–1961 wieś należała i była siedzibą władz gromady Dłużyna Dolna, po jej zniesieniu w gromadzie Pieńsk. W latach 1975–1998 miejscowość administracyjnie należała do województwa jeleniogórskiego.

## Historia
Dłużyna Dolna leży we wschodniej części Górnych Łużyc, choć w pierwszej połowie XIV w. i od 1815 związana ściślej z Dolnym Śląskiem. Założona (wraz z Dłużyną Górną jako jedna wieś) przypuszczalnie w pierwszych dziesięcioleciach XIII w., w wyniku kolonizacji Górnych Łużyc podjętej przez królów czeskich. Przez wiele stuleci była jedną z największych wsi puszczańskich rady miejskiej Zgorzelca.
Pierwotnie obydwie części wsi, tj. Dłużyna Dolna i Dłużyna Górna, należały do Penzigów z Pieńska. Jednak już w drugiej połowie XIII w. Dłużyna Górna znalazła się w rękach rodziny szlacheckiej, która przybrała sobie nazwisko von Langenau. Dłużynę Dolną Penzigowie trzymali znacznie dłużej, ale i ta część wymykała się im stopniowo z rąk. Od 1319 wraz z pobliskim Pieńskiem wieś stanowiła część piastowskiego księstwa jaworskiego, jednego z polskich księstw dzielnicowych na Dolnym Śląsku, po czym jeszcze w XIV wieku przypadła Czechom (z przerwą na panowanie Węgier w latach 1469-1490). W 1382 r. rodzina von Penzig przekazała 8 gospodarstw w Dłużynie Dolnej swemu wierzycielowi, kanonikowi Janowi Punzelowi. Ten z kolei jeszcze w tym samym roku ofiarował wspomniane gospodarstwa pieńskiemu kościołowi św. Krzyża. Chłopów zamieszkujących tę niewielką, kościelną część Dłużyny aż po wiek XIX nazywano ołtarzowymi ludźmi. W 1491 r. wykupiła ich rada miejska Zgorzelca razem z państwem pieńskim. Pod koniec pierwszej połowy XV w. Penzigowie wyzbyli się innego fragmentu Dolnej Wsi. Początkowo jego właścicielem był Hieronim Proffen ze Zgorzelca. Jednak już w 1452 r. kupił go Kacper von Nostitz, pan zamku Czocha i Rózborka (Rothenburga). Nostitzowie rozporządzali tym majątkiem do 1510 r., czyli do momentu wykupu owej części Dłużyny Dolnej przez Hansa Frenzla. W 1583 r. sukcesja Frenzlów znalazła się we władaniu zgorzeleckiej rady miejskiej. Pozostaje jeszcze do omówienia inny fragment Dłużyny Dolnej, który prawdopodobnie już na początku lat 70. XV wieku dostał się zięciowi Mikołaja von Penziga, Krzysztofowi von Talkenberg. W 1494 r. Talkenberg odstąpił go radzie miejskiej ze Zgorzelca. U schyłku XV w. we wsi znajdowały się co najmniej 3 młyny, karczma i 8 stawów hodowlanych.
W okresie przynależności miejscowości do magistratu zgorzeleckiego Dłużyna rozrastała się i stawała się coraz ludniejszą wsią, lecz spadały na nią też rozmaite klęski. W latach 1640–1641 (czas wojny trzydziestoletniej) zanotowano w Dłużynie wizytę szwedzkiego pułkownika Wanke, który zażądał od mieszkańców wsi wysokiej kontrybucji. W styczniu 1757 r., a więc już na samym początku wojny siedmioletniej, we wsi pojawili się Prusacy. 10 września tegoż roku przemaszerował przez Dłużynę silny oddział pruski. Tylko tego jednego dnia wyciągnięto od mieszkańców wsi 6346 talarów. Działania wojenne w 1813 r. przyniosły miejscowości może jeszcze większe straty materialne. Już 22 lutego 1813 pokazały się we wsi oddziały kozackie. Po bitwie budziszyńskiej (22-28 maja 1813) Dłużynę splądrowali wpierw Rosjanie z Prusakami, a następnie żołnierze francuscy i włoscy. Ludność wsi wraz z inwentarzem musiała chować się po lasach puszczańskich. Obliczono, że w latach 1813–1815 w Dłużynie stacjonowało blisko 31 tys. żołnierzy różnych armii. W 1817 r. wymieniane są 2 szkoły, 2 składnice drewna, 1 tartak oraz 4 bielniki. Z kolei w 1845 r. podaje się tutaj 3 młyny wodne, 1 olejarnię, 1 browar, 1 tartak, 2 cegielnie, 3 bielniki, 28 rzemieślników i 14 handlarzy.
Niemałych zniszczeń dokonano również w 1945 r., gdyż od lutego do maja miejscowość znajdowała się na linii frontu.

## Współczesność
W Dłużynie Dolnej znajduje się jedna szkoła podstawowa im. Jana Brzechwy.

## Zabytki
Do wojewódzkiego rejestru zabytków wpisany jest:
- dom, na granicy wsi (dom nr 79 w Dłużynie Dolnej?), drewniany, z 1765 r.

inne zabytki:
- kościół pw. Chrystusa Króla został wybudowany w latach 1972–1973. Pierwszy niewielki kościółek w Dłużynie powstał jeszcze w XIV w. Rozbudowano go w 1552 r. już po wprowadzeniu protestantyzmu.
- wiele barokowych płyt nagrobnych zachowało się w murze cmentarnym

## Nazwa miejscowości
- Langenowe - 1276 r.
- Langenaw - 1332 r.
- Langnow - 1347 r.
- Langenowe - 1382 r.
- Langnaw - lata: 1413, 1491
- Langenaw - lata: 1511, 1584
- Langenau - lata: 1753, 1817

Po II wojnie światowej wieś nosiła początkowo kilka nazw: Długojów, Długojewo, Dłużyce.

## Demografia
- 1695 - 887 (D. Dolna – 509, D. Górna – 378)
- 1817 – 1419
- 1845 – 1636
- 1861 – 1828
- 1926 – 2184 (D. Dolna – 1413, D. Górna – 771)
- 1941 – 2019 (D. Dolna – 1351, D. Górna – 668)
- 1947 – 697 (w tym 17 Niemców)
- 1997 – 1386 (D. Dolna – 938, D. Górna – 448)
- 2006 – 900
- 2011 – 857[1]

Według Narodowego Spisu Powszechnego (III 2011 r.) liczyła 857 mieszkańców.